# Végh Gyula (labdarúgó)
Végh Gyula (1947. október 25. –) labdarúgó, csatár.

## Pályafutása
1968-ban volt a Ferencváros játékosa, ahol egy bajnoki címet szerzett a csapattal. A Fradiban négy mérkőzésen szerepelt (1 bajnoki, 3 nemzetközi).

## Sikerei, díjai
- Magyar bajnokság
  - bajnok: 1968